# Grand Prix Formule 1 van Mexico-Stad 2022
De Grand Prix Formule 1 van Mexico-Stad 2022 werd verreden op 30 oktober op het Autódromo Hermanos Rodríguez in Mexico-Stad. Het was de twintigste race van het seizoen.

## Vrije trainingen

### Uitslagen
- Enkel de top vijf wordt weergegeven.

| Vrije training 1 | Pos. | Nr. | Coureur          | Constructeur         | Tijd       |
| ---------------- | ---- | --- | ---------------- | -------------------- | ---------- |
| Vrije training 1 | 1    | 55  | Carlos Sainz jr. | Ferrari              | 1:20.707   |
| Vrije training 1 | 2    | 16  | Charles Leclerc  | Ferrari              | 1:20.753   |
| Vrije training 1 | 3    | 11  | Sergio Pérez     | Red Bull Racing-RBPT | 1:20.827 * |
| Vrije training 1 | 4    | 1   | Max Verstappen   | Red Bull Racing-RBPT | 1:20.827 * |
| Vrije training 1 | 5    | 44  | Lewis Hamilton   | Mercedes             | 1:20.849   |
| Vrije training 2 | Pos. | Nr. | Coureur          | Constructeur         | Tijd       |
| Vrije training 2 | 1    | 63  | George Russell   | Mercedes             | 1:19.970   |
| Vrije training 2 | 2    | 22  | Yuki Tsunoda     | AlphaTauri-RBPT      | 1:20.798   |
| Vrije training 2 | 3    | 31  | Esteban Ocon     | Alpine-Renault       | 1:21.177   |
| Vrije training 2 | 4    | 44  | Lewis Hamilton   | Mercedes             | 1:21.509   |
| Vrije training 2 | 5    | 11  | Sergio Pérez     | Red Bull Racing-RBPT | 1:21.579   |
| Vrije training 3 | Pos. | Nr. | Coureur          | Constructeur         | Tijd       |
| Vrije training 3 | 1    | 63  | George Russell   | Mercedes             | 1:18.399   |
| Vrije training 3 | 2    | 44  | Lewis Hamilton   | Mercedes             | 1:18.543   |
| Vrije training 3 | 3    | 1   | Max Verstappen   | Red Bull Racing-RBPT | 1:18.876   |
| Vrije training 3 | 4    | 16  | Charles Leclerc  | Ferrari              | 1:19.123   |
| Vrije training 3 | 5    | 11  | Sergio Pérez     | Red Bull Racing-RBPT | 1:19.241   |

* Sergio Pérez en Max Verstappen reden exact dezelfde tijd tijdens de eerste vrije training maar Pérez eindigde derde omdat hij zijn tijd als eerste had gereden.
Testcoureurs in vrije training 1:

 Nyck de Vries (Mercedes) reed in plaats van George Russell. Hij reed een tijd van 1:24.582 en werd daarmee achttiende. Hij reed alleen op de harde band om data te verzamelen.

 Pietro Fittipaldi (Haas-Ferrari) reed in plaats van Kevin Magnussen. Hij reed een tijd van 1:26.766 en werd daarmee twintigste. Hij kon geen tijd zetten op de zachte band door een opgeblazen motor.

 Jack Doohan (Alpine-Renault) reed in plaats van Esteban Ocon. Hij reed een tijd van 1:24.615 en werd daarmee negentiende. Zijn training eindigde voortijdig in de pit door een motorprobleem.

 Liam Lawson (AlphaTauri-RBPT) reed in plaats van Yuki Tsunoda. Hij reed een tijd van 1:23.861 en werd daarmee zestiende. Hij moest de wagen langs de baan parkeren vanwege oververhitte remmen.

 Logan Sargeant (Williams-Mercedes) reed in plaats van Alexander Albon. Hij reed een tijd van 1:24.246 en werd daarmee zeventiende.
Vrije training 2:

De tweede vrije training in Mexico-Stad stond net als tijdens de GP van de Verenigde Staten in het teken van een Pirelli-bandentest met prototype banden voor 2023 en duurde anderhalf uur. Elk team kreeg per coureur twee sets testbanden, maar de teams zelf wisten niet welke banden het precies waren (C1, C5 of iets daar tussenin). Op de testbanden moesten de coureurs een keer met weinig brandstof en een keer met meer brandstof in de tank rijden. Er mocht geen DRS gebruikt worden.

## Kwalificatie
Max Verstappen behaalde de negentiende pole position in zijn carrière.
| Pos.                                        | Nr. | Coureur          | Constructeur          | Kwalificatietijden | Kwalificatietijden | Kwalificatietijden | Grid  |
| Pos.                                        | Nr. | Coureur          | Constructeur          | Q1                 | Q2                 | Q3                 | Grid  |
| ------------------------------------------- | --- | ---------------- | --------------------- | ------------------ | ------------------ | ------------------ | ----- |
| 1                                           | 1   | Max Verstappen   | Red Bull Racing-RBPT  | 1:19.222           | 1:18.566           | 1:17.775           | 1     |
| 2                                           | 63  | George Russell   | Mercedes              | 1:19.583           | 1:18.565           | 1:18.079           | 2     |
| 3                                           | 44  | Lewis Hamilton   | Mercedes              | 1:19.169           | 1:18.552           | 1:18.084           | 3     |
| 4                                           | 11  | Sergio Pérez     | Red Bull Racing-RBPT  | 1:19.706           | 1:18.615           | 1:18.128           | 4     |
| 5                                           | 55  | Carlos Sainz jr. | Ferrari               | 1:19.566           | 1:18.560           | 1:18.351           | 5     |
| 6                                           | 77  | Valtteri Bottas  | Alfa Romeo-Ferrari    | 1:19.523           | 1:18.762           | 1:18.401           | 6     |
| 7                                           | 16  | Charles Leclerc  | Ferrari               | 1:19.505           | 1:19.109           | 1:18.555           | 7     |
| 8                                           | 4   | Lando Norris     | McLaren-Mercedes      | 1:19.857           | 1:19.119           | 1:18.721           | 8     |
| 9                                           | 14  | Fernando Alonso  | Alpine-Renault        | 1:20.006           | 1:19.272           | 1:18.939           | 9     |
| 10                                          | 31  | Esteban Ocon     | Alpine-Renault        | 1:19.945           | 1:19.081           | 1:19.010           | 10    |
| 11                                          | 3   | Daniel Ricciardo | McLaren-Mercedes      | 1:20.279           | 1:19.325           |                    | 11    |
| 12                                          | 24  | Zhou Guanyu      | Alfa Romeo-Ferrari    | 1:20.283           | 1:19.476           |                    | 12    |
| 13                                          | 22  | Yuki Tsunoda     | AlphaTauri-RBPT       | 1:19.907           | 1:19.589           |                    | 13    |
| 14                                          | 10  | Pierre Gasly     | AlphaTauri-RBPT       | 1:20.256           | 1:19.672           |                    | 14    |
| 15                                          | 20  | Kevin Magnussen  | Haas-Ferrari          | 1:20.293           | 1:19.833           |                    | 19 *1 |
| 16                                          | 47  | Mick Schumacher  | Haas-Ferrari          | 1:20.419 *2        |                    |                    | 15    |
| 17                                          | 5   | Sebastian Vettel | Aston Martin-Mercedes | 1:20.419 *2        |                    |                    | 16    |
| 18                                          | 18  | Lance Stroll     | Aston Martin-Mercedes | 1:20.520           |                    |                    | 20 *3 |
| 19                                          | 23  | Alexander Albon  | Williams-Mercedes     | 1:20.859           |                    |                    | 17    |
| 20                                          | 6   | Nicholas Latifi  | Williams-Mercedes     | 1:21.167           |                    |                    | 18    |
| Q1 107% tijd: 1:24.710 (Bron: formula1.com) |     |                  |                       |                    |                    |                    |       |

*1 Kevin Magnussen kreeg een gridstraf van vijf plaatsen vanwege het overschrijden van het quotum aan motoronderdelen.

*2 Mick Schumacher en Sebastian Vettel reden exact dezelfde tijd tijdens de eerste kwalificatieronde maar Schumacher staat op de grid voor Vettel omdat hij zijn tijd als eerste had gereden.

*3 Lance Stroll kreeg een gridstraf van drie plaatsen voor het veroorzaken van de botsing met Fernando Alonso tijdens de Grand Prix van de Verenigde Staten. Bovendien ontving hij twee strafpunten op zijn licentie.

## Wedstrijd
Max Verstappen behaalde de vierendertigste Grand Prix-overwinning in zijn carrière. Hij brak ook het record van meeste overwinningen in één seizoen.
| Pos.               | Nr. | Coureur          | Constructeur          | Rondes | Tijd / Oorzaak Uitval | Grid | Punten |
| ------------------ | --- | ---------------- | --------------------- | ------ | --------------------- | ---- | ------ |
| 1                  | 1   | Max Verstappen   | Red Bull Racing-RBPT  | 71     | 1:38:36.729           | 1    | 25     |
| 2                  | 44  | Lewis Hamilton   | Mercedes              | 71     | +15.186               | 3    | 18     |
| 3                  | 11  | Sergio Pérez     | Red Bull Racing-RBPT  | 71     | +18.097               | 4    | 15     |
| 4                  | 63  | George Russell   | Mercedes              | 71     | +49.431               | 2    | 13S    |
| 5                  | 55  | Carlos Sainz jr. | Ferrari               | 71     | +58.123               | 5    | 10     |
| 6                  | 16  | Charles Leclerc  | Ferrari               | 71     | +1:08.774             | 7    | 8      |
| 7                  | 3   | Daniel Ricciardo | McLaren-Mercedes      | 70     | +1 ronde *1           | 11   | 6      |
| 8                  | 31  | Esteban Ocon     | Alpine-Renault        | 70     | +1 ronde              | 10   | 4      |
| 9                  | 4   | Lando Norris     | McLaren-Mercedes      | 70     | +1 ronde              | 8    | 2      |
| 10                 | 77  | Valtteri Bottas  | Alfa Romeo-Ferrari    | 70     | +1 ronde              | 6    | 1      |
| 11                 | 10  | Pierre Gasly     | AlphaTauri-RBPT       | 70     | +1 ronde              | 14   |        |
| 12                 | 23  | Alexander Albon  | Williams-Mercedes     | 70     | +1 ronde              | 17   |        |
| 13                 | 24  | Zhou Guanyu      | Alfa Romeo-Ferrari    | 70     | +1 ronde              | 12   |        |
| 14                 | 5   | Sebastian Vettel | Aston Martin-Mercedes | 70     | +1 ronde              | 16   |        |
| 15                 | 18  | Lance Stroll     | Aston Martin-Mercedes | 70     | +1 ronde              | 20   |        |
| 16                 | 47  | Mick Schumacher  | Haas-Ferrari          | 70     | +1 ronde              | 15   |        |
| 17                 | 20  | Kevin Magnussen  | Haas-Ferrari          | 70     | +1 ronde              | 19   |        |
| 18                 | 6   | Nicholas Latifi  | Williams-Mercedes     | 69     | +2 rondes             | 18   |        |
| 19 †               | 14  | Fernando Alonso  | Alpine-Renault        | 63     | Motor                 | 9    |        |
| DNF                | 22  | Yuki Tsunoda     | AlphaTauri-RBPT       | 50     | Botsingschade *1      | 13   |        |
| Bron: formula1.com |     |                  |                       |        |                       |      |        |

S George Russell reed voor de vierde keer in zijn carrière een snelste ronde en behaalde hiermee een extra punt.

*1 Daniel Ricciardo kreeg een tijdstraf van tien seconden voor het veroorzaken van een botsing met Yuki Tsunoda. De straf had geen effect op de uitslag in de race en hij bleef zevende. Tsunoda moest de strijd echter staken.

† Fernando Alonso haalde de finish niet, maar heeft wel 90% van de race-afstand afgelegd, waardoor hij wel geklasseerd werd.

## Tussenstanden wereldkampioenschap
Betreft tussenstanden voor het wereldkampioenschap na afloop van de race.

### Coureurs
| Pos. | Nr. | Coureur          | Constructeur         | Punten |
| ---- | --- | ---------------- | -------------------- | ------ |
| 1    | 1   | Max Verstappen   | Red Bull Racing-RBPT | 416    |
| 2    | 11  | Sergio Pérez     | Red Bull Racing-RBPT | 280    |
| 3    | 16  | Charles Leclerc  | Ferrari              | 275    |
| 4    | 63  | George Russell   | Mercedes             | 231    |
| 5    | 44  | Lewis Hamilton   | Mercedes             | 216    |
| 6    | 55  | Carlos Sainz jr. | Ferrari              | 212    |
| 7    | 4   | Lando Norris     | McLaren-Mercedes     | 111    |
| 8    | 31  | Esteban Ocon     | Alpine-Renault       | 82     |
| 9    | 14  | Fernando Alonso  | Alpine-Renault       | 71     |
| 10   | 77  | Valtteri Bottas  | Alfa Romeo-Ferrari   | 47     |

### Constructeurs
| Pos. | Constructeur          | Punten |
| ---- | --------------------- | ------ |
| 1    | Red Bull Racing-RBPT  | 696    |
| 2    | Ferrari               | 487    |
| 3    | Mercedes              | 447    |
| 4    | Alpine-Renault        | 153    |
| 5    | McLaren-Mercedes      | 146    |
| 6    | Alfa Romeo-Ferrari    | 53     |
| 7    | Aston Martin-Mercedes | 49     |
| 8    | Haas-Ferrari          | 36     |
| 9    | AlphaTauri-RBPT       | 35     |
| 10   | Williams-Mercedes     | 8      |